# Crocidura fischeri
Crocidura fischeri — вид ссавців родини Soricidae. Зустрічається в Кенії і Танзанії. Його природне місце існування — суха савана.